# Баранячі лоби (Коростень)
Бара́нячі лоби́ — геологічна пам'ятка природи місцевого значення в Україні. Розташована в межах міста Коростеня Житомирської області. 
Площа 0,1 га. Статус надано 1967 року. Перебуває у віданні Коростеньської міської ради. 
Створена з метою охорони групи мальовничих валунів і скель у річищі й на березі річки Уж, у межах Центрального міського парку культури та відпочинку ім. М. Островського. Скелі складаються з червоного граніту ранньопротерозойскої ери. 